# Francisco Copado
Francisco Copado Álvarez (Kiel, 19 luglio 1974) è un allenatore di calcio ed ex calciatore tedesco naturalizzato spagnolo, di ruolo attaccante.

## Palmarès

### Giocatore

#### Competizioni nazionali
- Fußball-Regionalliga: 1

Unterhaching: 2002-2003

### Individuale
- Capocannoniere della 2. Fußball-Bundesliga: 1

2003-2004 (18 reti)